# 라리가 1939-40
라리가 1939-40(스페인어: Primera División de España 1939-40)은 스페인 축구 1부 리그인 프리메라 디비시온의 9번째 시즌이자 스페인 내전으로 3년 동안 강제적으로 중단된 이래 치러진 첫 시즌이다. 이 시즌은 1939년 12월 3일에 시작되어 1940년 4월 28일에 종료되었다.
본래 지난 시즌이 끝나고 강등이 예정되었던 아틀레틱 아비아시온이 이 시즌에 사상 첫 우승을 거두었다.

## 진행 형식 변경
이 시즌을 10위로 마무리한 구단은 세군다 디비시온에서 승격 플레이오프전 2위를 기록한 구단과 중립 구단에서 단판 플레이오프전을 벌였다. 승리한 구단은 다음 시즌 라 리가에 참가하게 되었다.

## 참가 구단
부에나비스타 경기장이 스페인 내전으로 황폐화되면서, 오비에도는 이 시즌을 불참했다. 그러나, 스페인 왕립 축구 연맹은 이를 허락하여 라리가 1940-41에 한 자리를 차지할 수 있도록 배려했다.
아틀레틱 마드리드는 아비아시온 나시오날과 통합되면서 구단명을 아틀레틱 아비아시온으로 개칭했다. 본래 세군다 디비시온으로 강등될 처지였으나, 오사수나와의 플레이오프전에서 승리하면서 오비에도의 불참으로 공석이 된 자리 하나를 차지했다. 메트로폴리타노 구장이 손상되면서, 아틀레틱 아비아시온은 대부분 안방 경기를 차마르틴에서, 한 경기를 캄포 데 바예카스에서 치렀다.
셀타 비고와 레알 사라고사는 사상 처음으로 라 리가 무대를 밟았다.
| 구단                | 위치       | 경기장              |
| ------------------- | ---------- | ------------------- |
| 아틀레틱 빌바오     | 빌바오     | 산 마메스           |
| 아틀레틱 아비아시온 | 마드리드   | 차마르틴            |
| 바르셀로나          | 바르셀로나 | 레스 코르츠         |
| 베티스              | 세비야     | 파트로나토 오브레로 |
| 셀타 비고           | 비고       | 발라이도스          |
| 에스파뇰            | 바르셀로나 | 사리아              |
| 에르쿨레스          | 알리칸테   | 바르딘              |
| 마드리드            | 마드리드   | 차마르틴            |
| 라싱 산탄데르       | 산탄데르   | 엘 사르디네로       |
| 세비야              | 세비야     | 네르비온            |
| 발렌시아            | 발렌시아   | 메스타야            |
| 사라고사            | 사라고사   | 토레로              |

## 리그 순위
| 순위 | 팀                      | 경기 | 승 | 무 | 패 | 득 | 실 | 차  | 승점 | 참가 자격 및 강등        |
| ---- | ----------------------- | ---- | -- | -- | -- | -- | -- | --- | ---- | ------------------------ |
| 1    | 아틀레틱 아비아시온 (C) | 22   | 14 | 1  | 7  | 43 | 29 | +14 | 29   |                          |
| 2    | 세비야                  | 22   | 11 | 6  | 5  | 60 | 44 | +16 | 28   |                          |
| 3    | 아틀레틱 빌바오         | 22   | 11 | 4  | 7  | 57 | 44 | +13 | 26   |                          |
| 4    | 마드리드                | 22   | 12 | 1  | 9  | 47 | 35 | +12 | 25   |                          |
| 5    | 에스파뇰                | 22   | 11 | 2  | 9  | 43 | 43 | 0   | 24   |                          |
| 6    | 에르쿨레스              | 22   | 9  | 5  | 8  | 41 | 34 | +7  | 23   |                          |
| 7    | 사라고사                | 22   | 7  | 7  | 8  | 30 | 40 | −10 | 21   |                          |
| 8    | 발렌시아                | 22   | 9  | 3  | 10 | 40 | 36 | +4  | 21   |                          |
| 9    | 바르셀로나              | 22   | 8  | 3  | 11 | 32 | 38 | −6  | 19   |                          |
| 10   | 셀타 비고 (O)           | 22   | 9  | 1  | 12 | 45 | 50 | −5  | 19   | 강등 플레이오프전 참가   |
| 11   | 베티스 (R)              | 22   | 6  | 4  | 12 | 26 | 51 | −25 | 16   | 세군다 디비시온으로 강등 |
| 12   | 라싱 산탄데르 (R)       | 22   | 6  | 1  | 15 | 37 | 57 | −20 | 13   | 세군다 디비시온으로 강등 |

1. 1 2  사라고사는 발렌시아에 상대 전적으로 앞서며 윗 순위를 기록하였다: 사라고사–발렌시아 1–0, 발렌시아–사라고사 0–0.
2. 1 2  바르셀로나는 셀타 비고에 상대 전적으로 앞서며 윗 순위를 기록하였다: 셀타 비고–바르셀로나 1–2, 바르셀로나–셀타 비고 2–0.

## 결과
| 홈 \ 어웨이         | AAV | ATH | BAR | BET | CEL | ESP | HER | MAD | RAC | SEV | VAL | ZAR |
| ------------------- | --- | --- | --- | --- | --- | --- | --- | --- | --- | --- | --- | --- |
| 아틀레틱 아비아시온 | —   | 3-1 | 3-0 | 0-0 | 4-1 | 2-0 | 2-1 | 2-1 | 2-1 | 4-2 | 2-0 | 5-1 |
| 아틀레틱 빌바오     | 1-3 | —   | 7-5 | 6-1 | 4-1 | 4-0 | 4-1 | 3-1 | 3-2 | 3-4 | 1-2 | 1-1 |
| 바르셀로나          | 1-2 | 0-2 | —   | 2-0 | 2-0 | 0-1 | 0-0 | 0-0 | 3-1 | 1-2 | 4-1 | 2-1 |
| 베티스              | 1-2 | 0-0 | 3-0 | —   | 2-0 | 2-0 | 4-3 | 0-4 | 2-1 | 3-2 | 0-3 | 0-0 |
| 셀타 비고           | 1-0 | 2-4 | 1-2 | 4-2 | —   | 2-0 | 4-0 | 2-3 | 5-1 | 3-3 | 2-1 | 5-1 |
| 에스파뇰            | 2-0 | 3-4 | 1-1 | 5-0 | 4-1 | —   | 3-3 | 5-4 | 3-1 | 2-1 | 2-3 | 2-0 |
| 에르쿨레스          | 4-1 | 1-0 | 1-2 | 3-0 | 6-1 | 1-2 | —   | 0-2 | 3-1 | 3-3 | 2-1 | 5-1 |
| 마드리드            | 2-0 | 4-1 | 2-1 | 3-0 | 2-1 | 3-1 | 0-1 | —   | 3-2 | 1-3 | 2-1 | 5-1 |
| 라싱 산탄데르       | 0-2 | 3-0 | 2-3 | 4-2 | 6-2 | 2-3 | 0-1 | 2-1 | —   | 3-3 | 2-1 | 1-0 |
| 세비야              | 4-1 | 3-3 | 2-1 | 4-3 | 1-4 | 4-0 | 1-1 | 3-2 | 8-2 | —   | 4-2 | 3-0 |
| 발렌시아            | 1-0 | 3-4 | 3-1 | 4-0 | 1-1 | 1-3 | 2-1 | 3-1 | 4-0 | 2-2 | —   | 0-0 |
| 사라고사            | 4-3 | 1-1 | 3-1 | 1-1 | 3-2 | 4-1 | 0-0 | 3-1 | 3-0 | 1-1 | 1-0 | —   |

## 강등 플레이오프전
플레이오프전은 차마르틴 데 라 로사의 차마르틴에서 열렸다.
| 팀 1      | 결과 | 팀 2       |
| --------- | ---- | ---------- |
| 셀타 비고 | 1–0  | 데포르티보 |

## 득점 집계
| 순위 | 이름                | 구단            | 골 |
| ---- | ------------------- | --------------- | -- |
| 1    | 빅토리오 우나무노   | 아틀레틱 빌바오 | 20 |
| 2    | 라이문도 블랑코     | 세비야          | 18 |
| 3    | 빌라노바            | 에르쿨레스      | 17 |
| 4    | 캄파날 1호          | 세비야          | 16 |
| 5    | 기예르모 고로스티사 | 아틀레틱 빌바오 | 14 |
| 5    | 아구스틴            | 셀타 비고       | 14 |
| 5    | 안토니오 차스       | 라싱 산탄데르   | 14 |
| 5    | 문도                | 발렌시아        | 14 |
| 9    | 마누엘 알다이       | 마드리드        | 13 |
| 10   | 시몬 레쿠에         | 마드리드        | 12 |

출처: